# (32732) 1975 SH1
1975 SH1 (asteroide 32732) é um asteroide da cintura principal. Possui uma excentricidade de 0.10988310 e uma inclinação de 3.07807º.
Este asteroide foi descoberto no dia 30 de setembro de 1975 por Schelte J. Bus em Palomar.